# Life on Other Planets
Albums de Supergrass
Supergrass
(1999) Supergrass Is 10
(2004)
Life on Other Planets (initialement Get Lost) est le quatrième album studio du groupe Supergrass, publié par Parlophone et paru le 30 septembre 2002 en Grande-Bretagne.
Il est le premier à inclure Rob Coombes, frère ainé de Gaz Coombes comme membre officiel de la bande.

## Élaboration
La composition de l'album a débuté dans le sud de la France, alors que le groupe avait choisi la côte d'Azur comme lieu de villégiature.

## Titres
1. ZA
2. Rush Hour Soul
3. Seen The Light
4. Brecon Beacons
5. Can't Get Up
6. Evening Of The Day
7. Never Done Nothing Like That Before
8. Funniest thing
9. Grace
10. La song
11. Prophet 15
12. Run